# فرانسوا ويلي فيندت
فرانسوا ويلي فيندت (بالفرنسية: François Willi Wendt)‏ (و. 1909 – 1970 م) هو رسام فرنسي، ولد في برلين، كان عضوًا في الحزب الديمقراطي الاجتماعي الألماني، توفي في شاتيلون، عن عمر يناهز 61 عاماً.